# Jean-Jacques Hegg

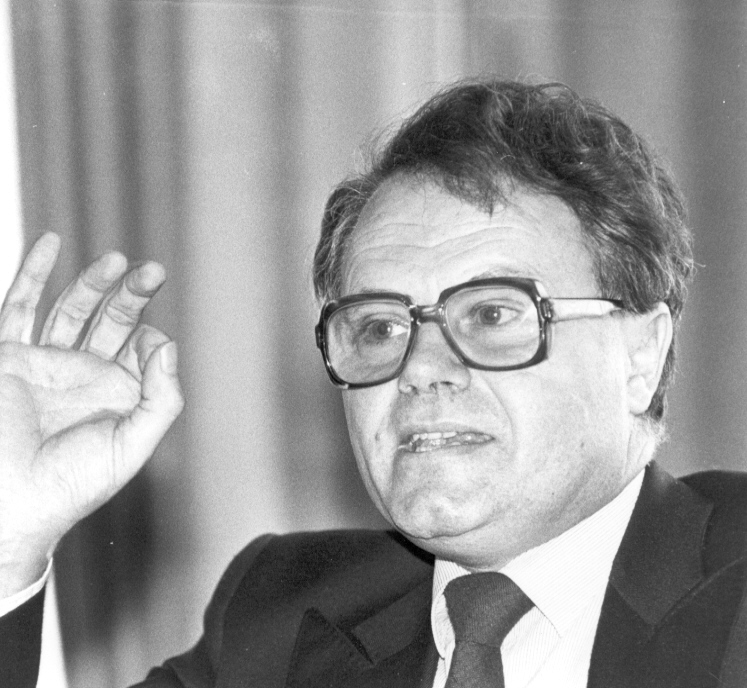
Jean-Jacques Hegg (1986)

Jean-Jacques Hegg (* 10. November 1930 in Basel; † 24. März 2021 in Wetzikon) war ein Schweizer Politiker (SD) und Journalist.

## Ausbildung und Beruf
Die Schulen durchlief er in Basel und erlangte dort die Maturität Typus B. Anschliessend studierte er Medizin in Basel, Paris und Genf. 1957 legte er das Staatsexamen ab und 1960 promovierte er über Schmerzmittelmissbrauch. 1964 erlangte er das Diplom als Facharzt für Psychiatrie FMH. Von 1965 bis 1992 war er Mitarbeiter des Fliegerärztlichen Institutes in Dübendorf. Als solcher war er für die Auswahl angehender Militär- und Swissairpiloten mitverantwortlich. Ab 1993 widmete er sich hauptberuflich seiner eigenen Arztpraxis. In der Schweizer Armee war er Major.
1955 war Hegg Schweizermeister im 400-Meter-Lauf. 1969 gründete er die Arbeitsgemeinschaft für Sportpsychologie. Von 1974 bis 1982 war er der Präsident der Schweizerischen Gesellschaft für Sportmedizin.

## Politik
Seine politische Laufbahn startete das Mitglied der Nationalen Aktion 1974 als Gemeinderat von Dübendorf, ein Mandat, das er – mit Unterbrechungen – bis 2004 innehatte. Von 1983 bis 1985 war er im Nationalrat und 1987 bis 1991 im Kantonsrat von Zürich.
Hegg war von 1980 bis 1990 Chefredaktor der Parteizeitung Volk und Heimat der Nationalen Aktion, der Vorgängerpartei der Schweizer Demokraten. Danach war er für die Parteizeitung Schweizer Demokrat mitverantwortlich. Als Journalist beklagte Hegg das Schwinden des «germanischen Blutanteils» in Europa. Er befürwortete die Apartheid in Südafrika und forderte für die Schweiz eine Beschränkung der Einwanderung von Nichtweissen. Hegg war ein Gegner eines EWR- und EU-Beitrittes der Schweiz. Er schrieb unter dem Titel Biopolitik ein Buch über sein antiglobalistisches und ökologisches Denken. Von ihm stammen auch Artikel über Sportmedizin, Sportpsychologie, Ethnologie, Bevölkerungspolitik und andere Themen.